# 多米尼克·珀塞尔
多米尼克·哈康·默特维特·珀塞尔（1970年2月17日—），澳大利亞男演员，因在美国福克斯电视剧《越獄風雲》中饰演林肯·巴罗斯、在CW电视网电视剧《闪电侠》及《明日传奇》中饰演“热浪”米克·罗里而知名。

## 早期生活
多明尼克·柏塞爾出生於英格蘭默西赛德郡沃勒西。他是菲爾·默特维特（Phil Myrtvedt）和瑪莉·T·「莫琳」·柏塞爾（Mary T. "Maureen" Purcell，娘家姓哈塞特）的兒子。他的母親是愛爾蘭人，他的父親有挪威和英國血統。1972年，他和家人搬到澳大利亞新南威爾斯州邦代，後來又搬到彭里斯。柏塞爾曾讀布拉克斯蘭東公立學校（Blaxland East Public School）和布拉克斯蘭高中（Blaxland High School），以及聖多米尼克學院與麥卡錫天主教學院（McCarthy Catholic College）。他後來加入了澳大利亞青年劇院，後就讀西澳表演藝術學院，與休·傑克曼在那一起學習。他擁有英國、愛爾蘭和澳大利亞三重公民身份；因在英國於1983年取消無條件出生公民權之前出生在英國，並透過他的愛爾蘭母親而自動成為愛爾蘭人。

## 作品列表

### 电视
| 年份            | 標題                       | 角色                        | 附註                            |
| --------------- | -------------------------- | --------------------------- | ------------------------------- |
| 1991            | 《聚散離合》               | 警官羅傑斯（Constable Rogers）              | 3集                             |
| 1997–1998       | 《Raw FM》                 | 葛蘭傑·赫頓（Granger Hutton）             | 13集                            |
| 1998            | 《白鯨記》                 | 巴金頓                      | 2集                             |
| 1998            | 《破浪特警隊》             | 艾力（Alex）                    | 2集                             |
| 1999            | 《心碎高中》               | 陶德·吉萊斯皮（Todd Gillespie）           | 6集                             |
| 1999            | 《沉默的掠奪者》（Silent Predators）       | 卡車司機                    | 電視電影                        |
| 1999            | 《第一女兒》               | 特洛·威爾森（Troy Nelson）             | 電視電影                        |
| 2001            | 《魔誡奇兵》               | 凱爾布（Kelb）                  | 5集                             |
| 2001            | 《遗失的世界》             | 康迪拉克（Condillac）                | 單集：〈〉                      |
| 2001            | 《五行終結者》             | 凱斯·格雷迪（Keith Grady）             | 電視電影                        |
| 2002–2003       | 《无名超人》               | 約翰·多伊（John Doe）               | 21集                            |
| 2004–2005       | 《情系夏威夷》             | 湯米·拉維托（Tommy Ravetto）             | 5集                             |
| 2004            | 《豪斯医生》               | 艾德·史諾（Ed Snow）               | 單集：〈〉                      |
| 2005–2009；2017 | 《越獄》                   | 林肯·伯勞斯                 | 90集；兼監製（9集）             |
| 2009            | 《越狱特别篇：最后一越》   | 林肯·伯勞斯                 | 電視電影                        |
| 2011            | 《灵书妙探》               | 羅素·岡茲（Russell Ganz）               | 單集：〈〉                      |
| 2012            | 《妙探雙雄》               | 約翰·克勞（John Crowl）               | 單集：〈〉                      |
| 2014–2016       | 《閃電俠》                 | 米克·羅里／熱浪（原始地球） | 5集                             |
| 2015            | 《超級英雄格鬥俱樂部》（Superhero Fight Club） | 米克·羅里／熱浪（原始地球） | 電視宣傳短片                    |
| 2016–2021       | 《明日傳奇》               | 米克·羅里／熱浪（原始地球） |                                 |
| 2017            | 《女超人》                 | 米克·羅里／熱浪（原始地球） | 單集：〈地球X危機 第一部分〉    |
| 2017            | 《绿箭侠》                 | 米克·羅里／熱浪（原始地球） | 單集：〈地球X危機 第二部分〉    |
| 2019            | 《蝙蝠女俠》               | 米克·羅里／熱浪（地球74）   | 單集：〈無限地球危機 第二部分〉 |

### 电影
| 年份 | 標題                       | 角色                       | 附註         |
| ---- | -------------------------- | -------------------------- | ------------ |
| 2000 | 《不可能的任務2》          | 烏爾里希（Ulrich）               |              |
| 2001 | 《綁票追殺令》             | 馬克（Mark）                   |              |
| 2002 | 《重裝任務》               | 海默（Seamus）                   |              |
| 2003 | 《鬼府访客》               | 路克（Luke）                   |              |
| 2004 | 《神計鬼詐》               | 路易士·「路」·魯克班克（Lewis 'Lew' Brookbank） | 兼副製片人   |
| 2004 | 《刀鋒戰士3》              | 德雷克                     |              |
| 2006 | 《墓地狂舞》               | 哈里斯·麥凱（Harris McKay）            |              |
| 2007 | 《萬鱷巨獸》               | 提姆·曼弗瑞（Tim Manfrey）            |              |
| 2009 | 《巴里布》                 | -                          | 監製         |
| 2009 | 《鬼哭人嚎》               | 維克多·艾倫·馬歇爾（Victor Alan Marshall）     |              |
| 2011 | 《逃犯》（Escapee）               | 哈蒙·賈克森（Harmon Jaxon）            |              |
| 2011 | 《暴力正義》               | 傑瑞米·奈爾斯（Jeremy Niles）          |              |
| 2011 | 《特種精英》               | 戴維斯（Davies）                 |              |
| 2011 | 《旭日之家》               | 東尼（Tony）                   |              |
| 2012 | 《苦命》（Bad Karma）               | 麥克（Mack）                   |              |
| 2012 | 《劫机惊魂》（Hijacked）           | 奧托·索斯韋爾（Otto Southwell）          |              |
| 2013 | 《悍警懲奸除惡》           | 羅伊斯·沃克（Royce Walker）            |              |
| 2013 | 《華爾街肖狼》             | 吉姆·巴克斯福德（Jim Baxford）        | DVD首映      |
| 2013 | 《小鎮突襲》               | 巴隆（Barren）                   |              |
| 2013 | 《維京傳說：血蝕》         | 艾瑞克（Eirick）                 |              |
| 2013 | 《決戰線》                 | 湯米·巴克斯特（Tommy Baxter）          |              |
| 2013 | 《冰封戰士》               | 馬爾羅（Malraux）                 |              |
| 2014 | 《末日危城3：最後一戰》    | 海森·凱恩（Hazen Kaine）              |              |
| 2014 | 《甘茲菲爾德鬧鬼事件》（The Ganzfeld Haunting） | 偵探馬龍（Detective Malone）               |              |
| 2014 | 《血殺客》                 | 拉森（Larson）                   |              |
| 2014 | 《戰鬥的男人》             | 薩爾特·歐康納（Sailor O'Connor）          |              |
| 2014 | 《我選擇》（I Choose）             |                            | 短片；兼監製 |
| 2014 | 《土耳其獵殺》             | 瑞克·泰勒（Rick Tyler）              |              |
| 2015 | 《119天：海上歷險記》（Abandoned）  | 吉姆（Jim）                   |              |
| 2015 | 《僵局》                   | 大衛·亨德里克斯（David Hendrix）        |              |
| 2015 | 《孤島風雲》（Isolation）           | 麥斯（Max）                   | 兼執行製片人 |
| 2021 | 《血色天劫》               | 貝格（Berg）                   |              |
| 2023 | 《靈魂刺殺令》             | 亞德里安（Adrian）               |              |
| 2023 | 《告密者》                 | 湯姆·莫蘭（Tom Moran）              |              |
| 2024 | 《伊斯基亚的卡西诺》（Cassino in Ischia）   | 尼克·卡西諾（Nic Cassino）            |              |

### 电子游戏
| 年份 | 標題               | 角色        | 附註 |
| ---- | ------------------ | ----------- | ---- |
| 2010 | 《越獄風雲：陰謀》 | 林肯·伯勞斯 | 配音 |